# Castell d'Avinyonet
Castell d'Avinyonet és un castell del municipi d'Avinyonet de Puigventós declarat bé cultural d'interès nacional.

## Descripció
Els vestigis que resten del Castell d'Avinyonet estan situats a la banda de migdia de l'església parroquial. L'edifici més notable que ha arribat dempeus als nostres dies, és de planta quadrangular i ha estat retsuarat en diferents llocs, ja que encara avui està habitat. Entre aquesta construcció i el mur meridional de l'església, hi ha un llenç on s'obre un gran portal d'arc de mig punt adovellat, que segurament correspon a l'entrada principal a la fortalesa. Aquest portal dona lloc a un recinte limitat a ponent per restes de fortificació, a migdia i llevant per l'edifici del castell esmentat i al nord per l'església.
L'edifici principal del Castell-Comanda en la seva façana de llevant posseeix restes de talús, on s'han practicat obertures modernament. Altres restes es troben al sud i a la vora de la façana romànica de l'església. Es tracta de vestigis del recinte murat que enllaçaven amb els que trobem en diferents punts del nucli antic de la població. El més notable és una torre de planta quadrangular de la que resta la meitat inferior i un pany que s'hi afegeix.
Les restes que conservem avui del castell-comanda d'Avinyonet presenten elements que pertanyen a diferents etapees constructives. Es creu que els elements més antics corresponen a la torre quadrada i al tros de mur que s'hi afegeix.

## Història
Castell termenat. Documentat el 1090. Més tard fou una comanda templera.
La documentació més antiga trobada relativa al castell d'Avinyonet data del segle xi, en concret de l'any 1090, en què apareix esmentat Berenguer d'Avinyó. Hi ha també documentació dels segles xii i xiii. L'any 1234 el castell va passar per donació a l'ordre de la Mercè, i poc més tard a l'ordre de l'Hospital, que el 1257 el va fer centre de la Comanda de l'Hospital, documentada fins al 1804. Les restes conservades responen a diverses etapes constructives: segurament els vestigis més antics són els paraments situats al costat de ponent del temple parroquial, datables als segles X-XI. L'edifici de planta quadrangular situat prop del mur de migdia de l'església conserva una part del parament que segurament correspon als segles XII-XIII, i el mur on es troba el portal adovellat pot ser datat en època posterior, probablement dintre dels segles XV-XVI.